# Mednarodna krščanska skupnost
Mednarodna krščanska skupnost je protestantska cerkev v Ljubljani, kjer govorijo slovensko in angleško.